# Kināna

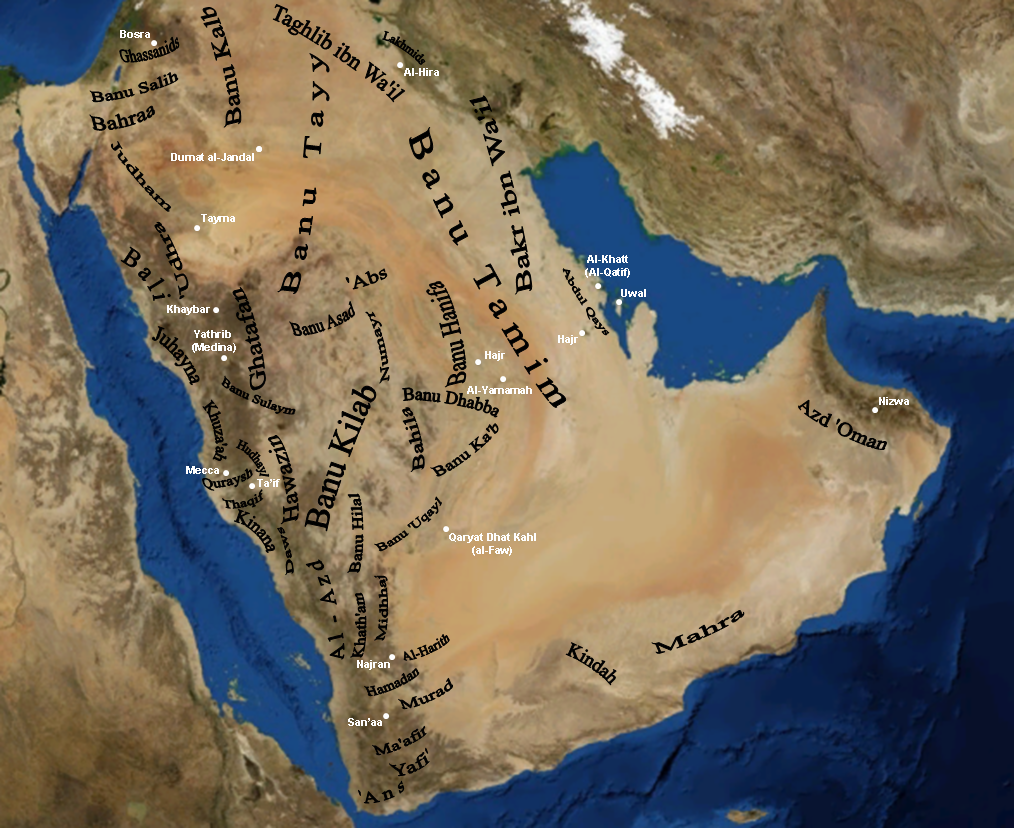
Tribale Gruppen auf der arabischen Halbinsel zur Zeit Mohammeds. Die Kināna lebten in der Umgebung von Mekka.

Die Kināna ibn Chuzaima (arabisch كنانة بن خزيمة, DMG Kināna b. Ḫuzaima) sind ein arabischer Stamm, dem vor allem deswegen geschichtliche Bedeutung zukommt, weil er der Mutterstamm der Quraisch ist, dem auch Mohammed angehörte. Die Gebiete der Kināna befanden sich zur Zeit Mohammeds nördlich und nordöstlich von Mekka sowie südwestlich der Stadt in der Tihama.
Die Kināna gehören zu den nordarabischen Stämmen, die Mudar ibn Nizār als ihren Stammvater ansehen. Zu den wichtigsten Zweigen des Stammes zählten an-Nadr, von denen die Quraisch abstammen, Mālik, Malkān, ʿĀmir, ʿAmr und ʿAbd Manāt. Eine Untergruppe der ʿAbd Manāt, die Bakr ibn ʿAbd Manāt, waren eine sehr starke Gruppe. Zur Zeit Mohammeds waren sie zunächst mit den Quraisch verfeindet. Infolge von Mohammeds Karawanenüberfällen und seiner fortwährenden Beleidigungen ihrer Götter kamen sich jedoch die beiden Gruppen näher und in der Grabenschlacht kämpften sie Seite an Seite gegen die Muslime in Medina. Es war ein Angriff der Bakr auf Mohammeds Verbündete von den Chuzāʿa, der zur Eroberung Mekkas im Januar 630 führte. Nach Mohammeds Tod zerstreuten sich die Kināna in die verschiedenen islamischen Länder.